# Parc des Sports d’Aguiléra
Der Parc des Sports d’Aguiléra ist ein Stadion in der französischen Stadt Biarritz im Département Pyrénées-Atlantiques. Es befindet sich an der Rue Cino del Duca östlich des Stadtzentrums und ist das Heimstadion des Rugby-Union-Vereins Biarritz Olympique, der in der obersten Liga Top 14 vertreten ist. Das Stadion bietet Platz für 15.000 Zuschauer. Benannt ist es nach Don José Aguilera y Chapin, dem ursprünglichen Besitzer des Grundstücks.
Erbaut wurde das Stadion im Jahr 1905. Es ist Teil eines Sportzentrums, zu dem auch mehrere Tennisplätze und eine Leichtathletikanlage gehören. Die letzte Renovierung erfolgte in den Jahren 2003 bis 2006. Geplant ist eine Erweiterung auf 19.000 Plätze.